# Liste des voies de Neuilly-sur-Seine
Cet article donne une liste des voies de Neuilly-sur-Seine (commune des Hauts-de-Seine, en France), qui inclut des voies disparues ou annexées depuis 1929 au 17e ou au 16e arrondissement de Paris.
- Haut – A
- B
- C
- D
- E
- F
- G
- H
- I
- J
- K
- L
- M
- N
- O
- P
- Q
- R
- S
- T
- U
- V
- W
- X
- Y
- Z

## A
- Acacias (villa des)
- Achille Peretti (avenue), partie de l'avenue du Roule de la rue d’Orléans à la place du Château (l'usage de l'ancien nom ou du nom double est autorisé)
- Achille-Peretti (place), ancien parvis de l'Hôtel de Ville
- Alexandre-Bertereaux (rue)
- Alfred-de-Musset (rue)
- Alfred-de-Musset (square)
- Alfred-Sisley (square)
- Amiral-de-Joinville (rue de l')
- Amiral-Fournier (square)
- Ancelle (rue)
- André-Maurois (boulevard)
- Angélique-Vérien (rue)
- Argenson (boulevard d')
- Armenonville (rue d')

- Haut – A
- B
- C
- D
- E
- F
- G
- H
- I
- J
- K
- L
- M
- N
- O
- P
- Q
- R
- S
- T
- U
- V
- W
- X
- Y
- Z

## B
- Bagatelle (place de)
- Bagatelle (rue de), ancienne rue Cavé, depuis 1954
- Bailly (rue)
- Beffroy (place) - depuis le 13 mai 2018, place Joseph-Sitruk en hommage au grand-rabbin Joseph Sitruk[1].
- Beffroy (rue du)
- Bellanger (rue)
- Beloeil (square)
- Benjamin-Constant (rue)
- Berteaux-Dumas (rue)
- Bineau (boulevard)
- Blaise Pascal (villa)
- Blaise Pascal (rue)
- Blanche (villa)
- Bois de Boulogne (rue du)
- Borghèse (allée)
- Bourdon (boulevard), ancien quai de la Pompe
- Boutard (rue), ancienne rue des Mauvaises-Paroles
- Bretteville (avenue de)

- Haut – A
- B
- C
- D
- E
- F
- G
- H
- I
- J
- K
- L
- M
- N
- O
- P
- Q
- R
- S
- T
- U
- V
- W
- X
- Y
- Z

## C
- Capitaine Claude-Barrès (square du), ancien square Maurice-Barrès
- Casimir-Pinel (rue)
- Céline (avenue)
- Centre (rue du)
- Chanton (square)
- Charcot (rue)
- Charles-Bernard Metmann (rue)
- Charles de Gaulle (avenue), ancienne avenue de Neuilly
- Charles-Laffitte (rue)
- Chartran (rue)
- Chartres (rue de)
- Château (avenue du)
- Château (rue du)
- Château (boulevard du)
- Château (place du) aujourd'hui place du Général-Gouraud
- Chauveau (rue)
- Chézy (square)
- Chézy (rue de)
- Cino-del-Duca (rue)
- Commandant-Charcot (boulevard du)
- Commandant-Pilot (rue du)

- Haut – A
- B
- C
- D
- E
- F
- G
- H
- I
- J
- K
- L
- M
- N
- O
- P
- Q
- R
- S
- T
- U
- V
- W
- X
- Y
- Z

## D
- Dames-Augustines (rue des)
- Daniel-Rops (square)
- Delabordère (rue)
- Deleau (rue)
- Delaizement (passage)
- Delaizement (rue)
- Devès (rue)
- Dreux (rue de)

- Haut – A
- B
- C
- D
- E
- F
- G
- H
- I
- J
- K
- L
- M
- N
- O
- P
- Q
- R
- S
- T
- U
- V
- W
- X
- Y
- Z

## E
- École de Mars (rue de l')
- Edmond-Bloud (rue)
- Édouard-Nortier (rue)
- Église (rue de l')
- Émile-Bergerat (villa)
- Ernest-Deloison (rue)
- Est (rue de l') aujourd'hui disparue, en partie reprise par la rue Gustave-Charpentier (Paris 17e)

- Haut – A
- B
- C
- D
- E
- F
- G
- H
- I
- J
- K
- L
- M
- N
- O
- P
- Q
- R
- S
- T
- U
- V
- W
- X
- Y
- Z

## F
- Ferdinand-de-Lesseps (rue)
- Ferme (rue de la)
- Ferrand (allée)
- François-d'Humières-et-Compagnons-de-la-Libération (square)
- Frédéric-Passy (rue)

- Haut – A
- B
- C
- D
- E
- F
- G
- H
- I
- J
- K
- L
- M
- N
- O
- P
- Q
- R
- S
- T
- U
- V
- W
- X
- Y
- Z

## G
- Général-Cordonnier (rue du)
- Général-Henrion-Bertier (rue du)
- Général-Koenig (boulevard du)
- Garnier (rue)
- Général-Delanne (rue du)
- Général-Gouraud (place du), anciennement place du Château
- Général-Lanrezac (rue du)
- Général-Leclerc, maréchal de France (boulevard du), anciennement boulevard de Seine
- Georges-Seurat (boulevard), anciennement boulevard de Levallois
- Graviers (rue des)

- Haut – A
- B
- C
- D
- E
- F
- G
- H
- I
- J
- K
- L
- M
- N
- O
- P
- Q
- R
- S
- T
- U
- V
- W
- X
- Y
- Z

## H
- Hôtel-de-Ville (rue de l'), anciennement rue Hurel
- Houssay (villa)
- Huissiers (rue des)
- Hurel (rue) aujourd'hui rue de l'Hôtel-de-Ville

- Haut – A
- B
- C
- D
- E
- F
- G
- H
- I
- J
- K
- L
- M
- N
- O
- P
- Q
- R
- S
- T
- U
- V
- W
- X
- Y
- Z

## I
- Inkermann (boulevard d')
- Inkermann (rond-point d') aujourd'hui : place Winston-Churchill

- Haut – A
- B
- C
- D
- E
- F
- G
- H
- I
- J
- K
- L
- M
- N
- O
- P
- Q
- R
- S
- T
- U
- V
- W
- X
- Y
- Z

## J
- Jacques-Dulud (rue)
- Jean-Mermoz (boulevard), partie de l'ancien boulevard d'Argenson
- Jean-Mermoz (square)
- Jacques-Prévert (square)
- Jeanne-d'Arc (square)
- Joseph-Sitruk (place), ancienne place Beffroy
- Julien-Potin (boulevard)

- Haut – A
- B
- C
- D
- E
- F
- G
- H
- I
- J
- K
- L
- M
- N
- O
- P
- Q
- R
- S
- T
- U
- V
- W
- X
- Y
- Z

## L
- Lieutenant-Boncour (rue du)
- Lille (rue de)
- Longchamp (rue de)
- Longpont (rue de)
- Louis-Philippe (rue)

- Haut – A
- B
- C
- D
- E
- F
- G
- H
- I
- J
- K
- L
- M
- N
- O
- P
- Q
- R
- S
- T
- U
- V
- W
- X
- Y
- Z

## M
- Place Madeleine-Daniélou
- Madeleine-Michelis (rue), ancienne rue du Marché
- Madrid (avenue de)
- Madrid (villa de)
- Maillot (villa)
- Maillot (boulevard)
- Maréchal-de-Lattre-de-Tassigny (rue)
- Marché (place du)
- Marché (rue du), cf. rue Madeleine-Michelis
- Marine (rue de la)
- Martial-Massiani (square)
- Martin-de-Thézillat (rue)
- Maurice-Barrès (boulevard)
- Méquillet (villa)
- Midi (rue du)
- Montrosier (rue)

- Haut – A
- B
- C
- D
- E
- F
- G
- H
- I
- J
- K
- L
- M
- N
- O
- P
- Q
- R
- S
- T
- U
- V
- W
- X
- Y
- Z

## N
- Neuilly-Château (square)
- Neuilly (pont de)
- Avenue de Neuilly, aujourd'hui : avenue Charles-de-Gaulle[2]
- Nord (rue du), aujourd'hui : rue d'Armenonville

- Haut – A
- B
- C
- D
- E
- F
- G
- H
- I
- J
- K
- L
- M
- N
- O
- P
- Q
- R
- S
- T
- U
- V
- W
- X
- Y
- Z

## O
- Orléans (rue d'), ancienne rue de la Liberté
- Orléans (allée d')
- Orléans (place du Duc d'), anciennement rond-point Chauveau
- Ouest (rue de l') aujourd'hui : rue du commandant Pilot

- Haut – A
- B
- C
- D
- E
- F
- G
- H
- I
- J
- K
- L
- M
- N
- O
- P
- Q
- R
- S
- T
- U
- V
- W
- X
- Y
- Z

## P
- Parc (boulevard du)
- Parc-Saint-James (avenue du)
- Parmentier (place)
- Parmentier (rue)
- Pasteur (villa)
- Paul-Chatrousse (rue)
- Paul-Déroulède (rue)
- Paul-Émile-Victor (boulevard)
- Pauline Borghèse (rue)
- Perronet (rue)
- Petit-de-Julleville (square du Cardinal) (sur le territoire de l'actuel 17e arrondissement de Paris, à l'extérieur du périphérique)
- Perronet (square)
- Perronet (rue)
- Peupliers (villa des)
- Philippe-Le-Boucher (avenue)
- Pierre-Cherest (rue)
- Philippe-de-Vogüe (square)
- Pierret (rue)
- Poissonniers (rue des)
- Pont (rue du)
- Porte de Villiers (avenue de la)
- Puvis de Chavanne (rue)

- Haut – A
- B
- C
- D
- E
- F
- G
- H
- I
- J
- K
- L
- M
- N
- O
- P
- Q
- R
- S
- T
- U
- V
- W
- X
- Y
- Z

## R
- Raoul-Nordling (rue)
- Raymond-Poincaré (place)
- Richard-Wallace (boulevard) (se poursuit à Puteaux) : de 1930 à 1932, l'architecte-décorateur, peintre Louis Süe construisit au numéro 21 la maison dite Hôtel Monteux pour Marcel Monteux (fils d'industriel), vendu en 1936 et redistribué en appartements[3]
- Rigaud (rue)
- Roule (square du)
- Roule (villa du)
- Avenue du Roule
- Roule Achille-Peretti (avenue du)
- Rouvray (rue de)

- Haut – A
- B
- C
- D
- E
- F
- G
- H
- I
- J
- K
- L
- M
- N
- O
- P
- Q
- R
- S
- T
- U
- V
- W
- X
- Y
- Z

## S
- Sablons (billa des)
- Sablons (boulevard des)
- Sablonville (place de)
- Sablonville (rue de)
- Sainte-Foy (avenue)
- Sainte-Foy (villa)
- Sainte-Foy (place)
- Saint-Ferdinand (passage)
- Saint-James (rue) : au numéro 19, l'architecte décorateur et peintre Louis Süe construisit en 1930 l'hôtel particulier de Daisy Fellowes.
- Saint-James (rond-point)
- Saint-Paul (rue)
- Saint-Pierre (rue)
- Salignac-Fénelon (rue)
- Saussaye (boulevard de la)
- Saussaye (rue de la)
- Soyer (rue)
- Sylvie (rue)

- Haut – A
- B
- C
- D
- E
- F
- G
- H
- I
- J
- K
- L
- M
- N
- O
- P
- Q
- R
- S
- T
- U
- V
- W
- X
- Y
- Z

## T
- Terrier (impasse)
- Théophile-Gautier (rue)

- Haut – A
- B
- C
- D
- E
- F
- G
- H
- I
- J
- K
- L
- M
- N
- O
- P
- Q
- R
- S
- T
- U
- V
- W
- X
- Y
- Z

## V
- Victor-Daix (rue)
- Victor-Hugo (boulevard), sous le Second Empire : boulevard Eugène
- Victor-Noir (rue)
- Villiers (rue de) (les numéros pairs sont à Levallois-Perret). La biographie de l'architecte décorateur Louis Süe indique qu'il construisit à Neuilly-sur-Seine l'immeuble du numéro 43, avec Edgar Brandt.
- Villiers (villa de)
- Vital-Bouhot (boulevard)

- Haut – A
- B
- C
- D
- E
- F
- G
- H
- I
- J
- K
- L
- M
- N
- O
- P
- Q
- R
- S
- T
- U
- V
- W
- X
- Y
- Z

## W
- Windsor (rue de)
- Winston-Churchill (place), anciennement rond-point d'Inkermann

## Y
- Ybry (rue)

## Sources et références
- Hubert C. Raffard, Petit dictionnaire historique des rues de Neuilly, Le Livre d’Histoire, Paris, 2001  (ISBN 978-2-84373-031-3).
- Correspondance des anciens et nouveaux noms de rues de Neuilly-sur-Seine

1. ↑  Adeline Daboval, « Neuilly célèbre le Grand Rabbin de France Joseph Sitruk », sur Le Parisien, 13 mai 2018
2. ↑  La très courte partie de cette avenue située sur le territoire du 16e arrondissement de Paris a gardé le nom d'avenue de Neuilly
3. ↑  Inventaire général du Patrimoine, réf. : IA00079754.